# Dudu Outmezgine

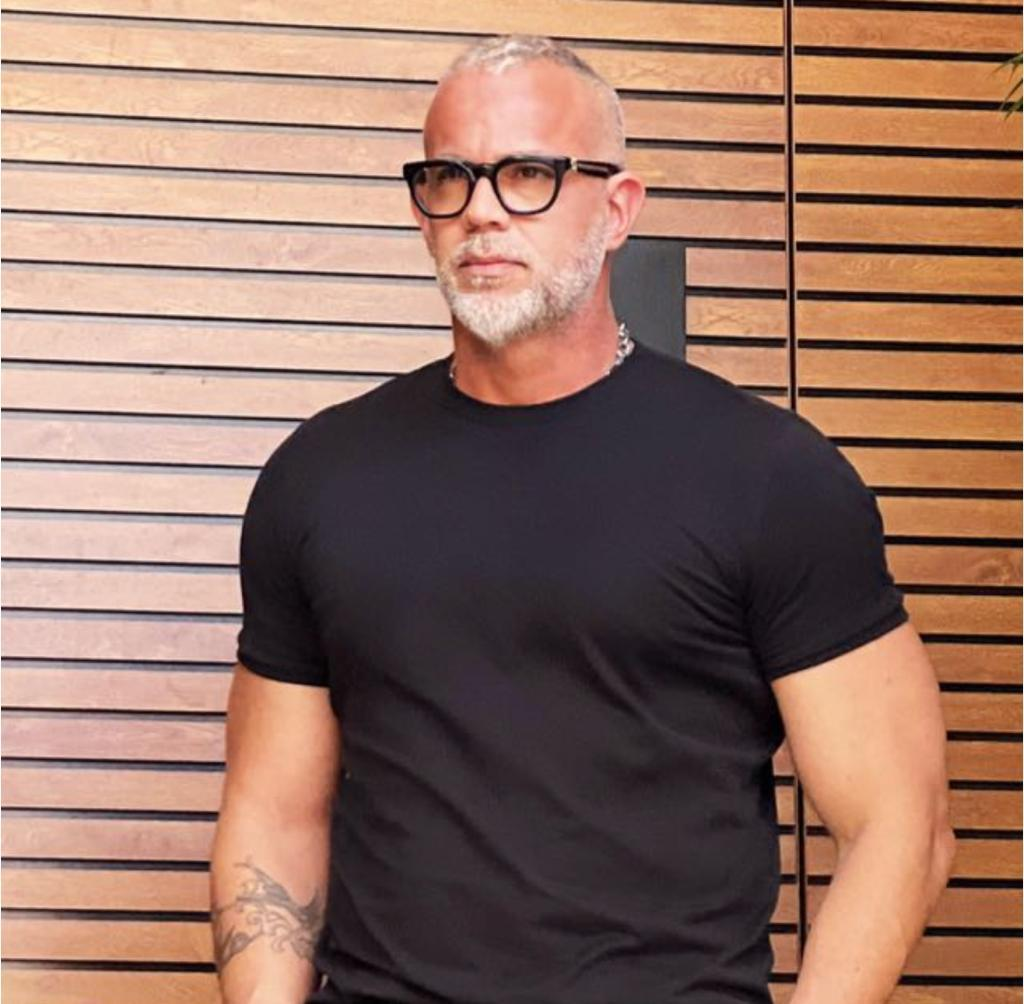
Dudu Outmezgine (2022)

Dudu Outmezgine (hebräisch דודו אוטמזגין; geboren am 28. Februar 1971 in Haifa) ist ein israelischer Konditor. Unter seinem Namen firmiert eine Süßwarenkette in Israel mit 15 Filialen, zudem betreibt er einen YouTube-Kanal mit 978.000 Abonnenten.

## Werdegang
Outmezgine wuchs in Kiryat Yam als Sohn marokkanischer Einwanderer auf und erlernte im Alter von 16 Jahren seinen Eltern zuliebe Zahntechnik, obwohl er sich überhaupt nicht dafür interessierte. Nach dem Militärdienst begann er in einer Bäckerei zu arbeiten. Seine Kenntnisse vertiefte er später an der Hotelfachschule Tadmor in Herzlia Pituach. Um seine Ausbildung zu finanzieren, verkaufte er sein Auto und zog nach Paris, wo er sich an der École Lenôtre, École Bellouet Conseil und der Ferrandi-Schule weiterbildete, obwohl er zunächst kein Französisch sprach. Weitere Erkenntnisse erwarb er bei Dobos C. József in Ungarn, Le Cordon Bleu in Frankreich und an der Callebaut Schokoladen-Akademie in Belgien.
Er arbeitete zunächst mit einem Berufskollegen zusammen, der sich auf ungarische Konditor-Spezialitäten konzentrierte und bei dem er sich mit den Worten vorstellte: „Ich kann Mozartkugeln machen.“ Seine erste eigene Konditorei in Israel eröffnete er 1998 in Kiryat Motzkin. Seitdem ist das Unternehmen auf 15 Filialen angewachsen, darunter in Haifa, Aschdod, Karmiel, Kirjat Ata, Kirjat Tiwon, Kfar Saba, Naharia, Tel Aviv, Ramat Aviv und Ramat Hasharon. Mit Kreationen, wie vergoldeten Sufganiyot (hiervon wurden trotz des hohen Preises 700 Stück verkauft) oder einer Linzertorte machte er sich schnell einen Namen. Er bezeichnet sich als „Patisserie-Künstler“. Durch seine Kreativität und Kunstfertigkeit habe er die Branche „auf ein anderes Niveau angehoben“, berichtet die Zeitung Israel HaYom.
Sein Youtube-Kanal hat 629.000 Abonnenten (Stand: Oktober 2023).

## Zusammenarbeit mit verschiedenen Lebensmittelkonzernen
In Zusammenarbeit mit der Strauss Group brachte Outmezgine eine Partisserie-Serie in drei Geschmacksrichtungen namens „Pesek Sman“ (deutsch: „Kurze Pause“) heraus, die dieser im Lauf von neun Monaten entwickelt hat. Diese kamen Ende des Jahres 2020 in den Handel. Es handelt sich hierbei um gefüllte Waffeln, umhüllt von Milchschokolade mit Pralinencreme oder Kaffee-Latte-Creme oder umhüllt von weißer Schokolade, gefüllt mit einer Himbeer-Creme. Ältere Varianten dieser Marke existieren bereits seit 1982, teilweise wurden diese jedoch nur als Sondereditionen hergestellt.
Im Februar 2023 präsentierte der US-amerikanische Nahrungsmittelkonzern Mars in Zusammenarbeit mit Outmezgine anlässlich des Purim-Festes eine Boutique-Box in limitierter Auflage, Hamantaschen kombiniert mit M&M’s. Eine Box enthielt 12 Stück dieser Gebäckstücke, die mit Schokolade überzogen waren und als Mischloach Manot an Bekannte verschickt werden können.

## Persönliches
Mit seiner Ehefrau Thelma hat Outmezgine drei Kinder.

## Zitat
„Ich glaube, dass man nicht weit gehen muss, um Inspiration zu finden. Sie findet sich unter unserer Nase, in jeder Sache, an jedem Ort und zu jeder Zeit. Ich finde Inspiration fast überall: in Interviews, Menschen, Gebäuden, Natur, Kunst, Sport, Musik, Mode, Essen – im Leben.“

## Veröffentlichungen
- אמנות הפטיסרי zu Deutsch: Die Kunst der Patisserie (2001)
- התחלות מתוקות zu Deutsch: Sweet Beginnings (2013), der Erlös kam gefährdeten Jugendlichen zugute
- Inspiration – Patisserie-Design (2017)